# Ronde van Italië 2010/Dertiende etappe
De dertiende etappe van de Ronde van Italië 2010 werd op 21 mei 2010 verreden. Het was een heuvelrit van 223 km van Porto Recanati naar Cesenatico.

## Verslag
Een redelijk vlakke rit, met in de finale een heuvelig slot, was op papier weer voor de sprinter. Echter, net zoals enkele keren in deze Giro, werd er niet gesprint door het peloton voor de etappezege. Een groep van 17 renners kreeg een maximale voorsprong van ongeveer 10 minuten. Aan de streep hielden ze nog 7'30" over op het peloton. Na een spervuur van demarrages werd er in de kopgroep toch gespurt, en Manuel Belletti won overtuigend voor Greg Henderson en Iban Mayoz. Het was de tweede Italiaanse ritoverwinning van deze Ronde van Italië op rij.

## Uitslagen
| Uitslag etappe | Uitslag etappe  | Uitslag etappe | Uitslag etappe |
| rang           | renner          | land           | tijd           |
| -------------- | --------------- | -------------- | -------------- |
| 1              | Manuel Belletti | ITA            | 5u27'12"       |
| 2              | Greg Henderson  | NZL            | z.t.           |
| 3              | Iban Mayoz      | ESP            | z.t.           |
| 4              | Paul Voss       | GER            | z.t.           |
| 5              | Sebastian Lang  | GER            | z.t.           |
| 6              | Kalle Kriit     | EST            | z.t.           |
| 7              | Mathieu Claude  | FRA            | z.t.           |
| 8              | Craig Lewis     | USA            | z.t.           |
| 9              | Sergej Klimov   | RUS            | z.t.           |
| 10             | Cameron Meyer   | AUS            | z.t.           |

| Algemeen klassement | Algemeen klassement | Algemeen klassement | Algemeen klassement | Algemeen klassement |
| rang                | renner              | land                | ploeg               | tijd                |
| ------------------- | ------------------- | ------------------- | ------------------- | ------------------- |
|                     | Richie Porte        | AUS                 | Team Saxo Bank      | 56u26'56"           |
| 2                   | David Arroyo        | ESP                 | Caisse d'Epargne    | + 1'42"             |
| 3                   | Robert Kiserlovski  | CRO                 | Liquigas-Doimo      | + 1'56"             |
| 4                   | Xavier Tondó        | ESP                 | Cervélo             | + 3'54              |
| 5                   | Valerio Agnoli      | ITA                 | Liquigas-Doimo      | + 4'41"             |
| 6                   | Aleksandr Jefimkin  | RUS                 | AG2R-La Mondiale    | + 5'16"             |
| 7                   | Linus Gerdemann     | GER                 | Team Milram         | + 5'34"             |
| 8                   | Carlos Sastre       | ESP                 | Cervélo             | + 7'09"             |
| 9                   | Laurent Didier      | LUX                 | Team Saxo Bank      | + 7'24"             |
| 10                  | Bradley Wiggins     | GBR                 | Team Sky            | + 8'14"             |

## Nevenklassementen
| Puntenklassement | Puntenklassement     | Puntenklassement | Puntenklassement        | Puntenklassement |
| rang             | renner               | land             | ploeg                   | punten           |
| ---------------- | -------------------- | ---------------- | ----------------------- | ---------------- |
|                  | Jérôme Pineau        | FRA              | Quick Step              | 66               |
| 2                | Tyler Farrar         | USA              | Team Garmin-Transitions | 59               |
| 3                | Aleksandr Vinokoerov | KAZ              | Astana                  | 59               |

| Bergklassement | Bergklassement     | Bergklassement | Bergklassement                   | Bergklassement |
| rang           | renner             | land           | ploeg                            | punten         |
| -------------- | ------------------ | -------------- | -------------------------------- | -------------- |
|                | Matthew Lloyd      | AUS            | Omega Pharma-Lotto               | 29             |
| 2              | Xavier Tondó       | ESP            | Cervélo                          | 16             |
| 3              | Rubens Bertogliati | SUI            | Diquigiovanni-Androni Giocattoli | 16             |

| Jongerenklassement | Jongerenklassement | Jongerenklassement | Jongerenklassement | Jongerenklassement |
| rang               | renner             | land               | ploeg              | tijd               |
| ------------------ | ------------------ | ------------------ | ------------------ | ------------------ |
|                    | Richie Porte       | AUS                | Team Saxo Bank     | 56u26'56"          |
| 2                  | Robert Kiserlovski | CRO                | Liquigas-Doimo     | + 1'56"            |
| 3                  | Valerio Agnoli     | ITA                | Liquigas-Doimo     | + 4'41"            |

| Ploegenklassement | Ploegenklassement  | Ploegenklassement | Ploegenklassement | Ploegenklassement |
| rang              | ploeg              | land              | tijd              |                   |
| ----------------- | ------------------ | ----------------- | ----------------- | ----------------- |
|                   | Team Saxo Bank     | DEN               | 167u56'13"        |                   |
| 2                 | Katjoesja          | RUS               | +4'34"            |                   |
| 3                 | Omega Pharma-Lotto | BEL               | +6'03"            |                   |

## Opgave
- Jack Bobridge (Team Garmin-Transitions)
- David Millar (Team Garmin-Transitions)
- Morris Possoni (Team Sky)
- Domenico Pozzovivo (Colnago-CSF Inox)
- Anthony Ravard (AG2R-La Mondiale)

1e etappe ·
2e etappe ·
3e etappe ·
4e etappe ·
5e etappe ·
6e etappe ·
7e etappe ·
8e etappe ·
9e etappe ·
10e etappe ·
11e etappe ·
12e etappe ·
13e etappe ·
14e etappe ·
15e etappe ·
16e etappe ·
17e etappe ·
18e etappe ·
19e etappe ·
20e etappe ·
21e etappe
Startlijst · Eindstanden · Afbeeldingen